# Strangalia beltii
Strangalia beltii es una especie de escarabajo longicornio del género Strangalia, categorizada en la tribu Lepturini, de la subfamilia Lepturinae. Fue descrita por Bates en 1872.

## Descripción
Mide 11,5-18 mm de longitud.

## Distribución
Se distribuye por Costa Rica, Guatemala, Honduras, Nicaragua y Panamá.